# لي فان تانغ
لي فان تانغ (بالفيتنامية: Lê Văn Thắng) هو لاعب كرة قدم فيتنامي في مركز نصف الجناح، ولد في 8 فبراير 1990 في محافظة تان هوا في فيتنام. شارك مع منتخب فيتنام تحت 23 سنة لكرة القدم ومنتخب فيتنام لكرة القدم. أما مع النوادي، فقد لعب مع Can Tho FC ‏.

## وصلات خارجية
- لي فان تانغ على موقع قاعدة بيانات كرة القدم.إي يو (الإنجليزية)
- لي فان تانغ على موقع ناشيونال فوتبول تيمز (الإنجليزية)
- لي فان تانغ على موقع Soccerway.com (الإنجليزية)